# Plusremise
Een plusremise is in het dammen een remise waarbij de ene speler in de slotstand van de partij een te handhaven voorsprong van minstens 3 schijven heeft waarbij een dam voor 2 schijven telt. 
De meerderheidspartij krijgt daarvoor een plusremise en de minderheidspartij een minremise toegekend. 
Aan het einde van het toernooi wordt in gevallen van gelijk eindigen qua puntentotaal (en vaak ook naar aantal behaalde overwinningen) per speler het verschil tussen de plus- en minremises berekend om de speler met de hoogste score als hoogste te klasseren.
Het systeem werd gehanteerd in de Nederlandse kampioenschappen van 2007 tot en met 2018 en in de wereldkampioenschappen van 2007, 
2011 en 
2013. 

## Omschrijving in hetKNDB-reglement

### Plus-/min-remise
Een partij die in remise eindigt, telt als een plusremise wanneer een speler een duurzame voorsprong heeft opgebouwd van ten minste drie schijven, waarbij een dam voor twee schijven telt. 
De tegenstander boekt dan een minremise. 
Een plus-/minremise kan ook tot stand komen wanneer de spelers dit – nadat er door beiden minimaal 40 zetten gespeeld zijn – overeenkomen.

## Gebruik in andere sporten
In andere sporten dan dammen zoals schaken en voetbal wordt de term ook wel eens gebruikt om aan te geven dat de ene partij beter heeft gespeeld maar daarin heeft het geen officiële betekenis in die zin dat het gevolgen heeft voor de uitslag van de partij en voor de klassering in de eindstand.